# Клод Сімон
Клод Сімон (фр. Claude Simon, 10 жовтня 1913 — 6 липня 2005) — французький письменник, нобелівський лауреат 1985 р.

## Біографія
Народився 10 жовтня 1913 р. в Антананаріву, в родині французького військовика, який невдовзі загинув на полях Першої світової війни. Виховувався в Перпіньяні матір'ю, а після її смерті від раку в 1924 р. — бабусею. В юності Сімон захоплювався малярством і фотографією.
1936 року Сімон вирушив до Барселони, аби воювати на боці республіканців проти Франко.
Після початку Другої світової війни Сімона призвали до війська, він служив у кавалерії й потрапив у полон. Втік з полону, брав участь у Французькому русі опору.
По війні почав писати прозу. Його прийнято зараховувати до школи «нового роману».
Помер 6 липня 2005 року в Парижі. Похований на цвинтарі Монмартр.

## Творчість
Творчий доробок Сімон складається,переважно, з романів. Стилістика його текстів споріднена з іншими представниками «Нового роману» - ці тексти суттєво відрізняються від «класичних» зразків XIX століття відсутністю «всезнаючого» оповідача, хронологічного викладу подій чи психологічної мотивації вчинків. Натомість романи Сімона побудовані з картин опису, відображення внутрішніх дій головних персонажів (думки, враження, асоціації, спогади). Фрагментарні пасажі романів пов'язані між собою асоціативними зв'язками. Здається, що оповідач текстів Сімона так само мало обізнаний з подальшим ходом подій у творі, як і читач. Типовими темами Сімонових текстів є історія його родини, історія загалом, час, насильство, війна та особистий досвід Сімона в Другій Світовій війні. Як і в багатьох постмодерних романах Сімон охоче відображає сам процес власної творчості, хід написання своїх творів. Великий вплив на описову стилістику Сімона відіграє малярство, мистецтво фотографії та кіно.
Окрім романів Клод Сімон є автором збірки віршів у прозі «Жінки» (при перевиданні ця книжка одержала заголовок «Волосся Вероніки»). Ці тексти Сімона ілюстровані відомим художником Жуаном Міро.
Своє творче кредо Клод Сімон висловив у літертатурознавчій книжці «Сліпий Оріон».

## Клод Сімон і кіно
Клод Сімон цікавився кінематографом не лише, щоб запозичити деякі прийоми монтажу для конструювання власних романів. Він також співавтор екранізації свого роману «Триптих» (1974 р.). Його проект екранізації «Дороги Фландрії» не був реалізований. Залишився лише монтажний план, так само як і монтажний план «Зоосаду» на останніх сторінках цього роману.
Про Клода Сімона й кіно див.: Mireille Calle-Gruber (ed.), Les Triptiques de Claude Simon ou l'art du montage, Presses Sorbonne nouvelle, 2008 (+ DVD з фільмом «Триптих» та документальним фільмом про творчість Клода Сімона).

## Клод Сімон і фотографія
Окрім романів, Клод Сімон є автором альбому «Фотографії, 1937—1970» (фр. Photographies, 1937—1970). Добір фотографій та відповідні тексти добре ілюструють описову стилістику Сімона і в його романах. Опис старих фотографій займає велике місце в структурі деяких творів Сімона (напр. «Триптих», «Наочний урок»).

## Твори
Більшість творів Клода Сімона надруковані у паризькому видавництві Мінюї.
- 1945 : Шахрай Le Tricheur, Éditions du Sagittaire
- 1947 : Напнута мотузка La Corde raide, Éditions du Sagittaire
- 1952 : Гулівер Gulliver, Calmann-Lévy
- 1954 : Клята весна Le Sacre du Printemps, Calmann-Lévy
- 1957 : Вітер Le Vent. Tentative de restitution d'une retable baroque, Éditions de Minuit
- 1958 : Трава L'Herbe, Éditions de Minuit
- 1960 : Дорога Фландрії La Route des Flandres, Éditions de Minuit
- 1962 : Палац Le Palace, Éditions de Minuit
- 1966 : Жінки Femmes (за двадцять трьома картинами Жоана Міро), Éditions Maeght
- 1967 : Історія Histoire, Éditions de Minuit
- 1969 : Фарсальська битва La Bataille de Pharsale, Éditions de Minuit
- 1970 : Сліпий оріон Orion aveugle, Skira
- 1971 : Тіла провідники Les Corps conducteurs, Éditions de Minuit
- 1973 : Триптих Triptyque, Éditions de Minuit
- 1975 : Наочний урок Leçon de choses, Éditions de Minuit
- 1981 : Георгіки Les Géorgiques, Éditions de Minuit, ISBN 2-7073-1950-3
- 1984 : Волосся Вероніки La Chevelure de Bérénice, Éditions de Minuit (перевидання тексту «Жінок»)
- 1986 : Стокгольмська промова Discours de Stockholm, Éditions de Minuit
- 1987 : Запрошення L'Invitation, Éditions de Minuit
- 1988 : Альбом аматора Album d'un amateur, Rommerskirchen
- 1989 : Акація L'Acacia, Éditions de Minuit
- 1992 : Фотографії, 1937—1970 Photographies, 1937—1970, Éditions Maeght
- 1994 : Листування з Жаном Дюбюффе Correspondance avec Jean Dubuffet, L'Échoppe
- 1997 : Зоосад Le Jardin des Plantes, Éditions de Minuit
- 2001 : Трамвай Le Tramway, Éditions de Minuit
- 2006 : Твори Oeuvres, Collection «Bibliothèque de la Pléiade», Gallimard, до видання входять такі твори: Le Vent, tentative de restitution d'un retable baroque (1957), La Route des Flandres (1960), Le Palace (1962), La Bataille de Pharsale (1969), La Chevelure de Bérénice (1972), Triptyque (1973), Discours de Stockholm (1986) та Le Jardin des Plantes (1997).
- 2009 : Архіпелаг і Північ Archipel et Nord, Éditions de Minuit

## Твори Клода Сімона українською
2002 року Видавництво Юніверс в серії «Лауреати Нобелівської премії» опублікавало вибрані твори Клода Сімона українською мовою. До видання ввійшли романи «Дорога Фландрії», «Зоосад», а також «Стокгольмська промова» — всі твори в перекладі Романа Осадчука . 2004 року цей переклад було відзначено премією Григорія Сковороди.